# Paraliparis hystrix
Paraliparis hystrix är en fiskart som beskrevs av Merrett, 1983. Paraliparis hystrix ingår i släktet Paraliparis och familjen Liparidae. Inga underarter finns listade i Catalogue of Life.